# 姜姓之戎
姜姓之戎，又稱姜氏之戎，也稱為姜戎、姜戎氏，為西周時姜姓西戎部落通稱。在先秦時，一部分姜姓戎人，加入周王朝，成為周朝封國；没有加入的姜氏部族，被稱為姜姓之戎，在春秋時期成為晉國與秦國附庸。

## 歷史
在古代，傳說姜姓部落源自神農氏，與周人有密切關係，是周人在西方的重要盟友。在周朝建立後，被分封的申、呂、齊、許四國皆為姜姓，向東遷移，留在原來西方渭水流域的姜姓部族中，最著名者為西申，又稱申戎。
《國語》記載周宣王時，前789年，周朝軍隊與姜氏之戎發生千畝之戰，周朝失敗。此戰中的姜氏之戎，在《竹書紀年》中稱為西申，即申戎。
在晉國南部，有姜戎國。姜戎國為四嶽後裔，先祖來自瓜州，在晉惠公時遷居晉國南方，成為晉國附庸。杜預認為，允姓之戎分支自姜姓之戎。

## 學術考證
中華民國學者王國維認為，姜姓之戎即為氐羌，允姓之戎為獫狁。學者顧頡剛、董作賓、李宗侗與傅斯年等認為姜姓之戎出自羌族。中華人民共和國學者翦伯贊與冉光榮等人有相同意見。學者劉節考證，允字古字與羌、姜相近，因此允姓之戎即姜姓之戎，姜戎即羌戎，皆源於羌族。楊寬認為，周人為西戎，原本為姜戎。
中華人民共和國學者林澐指出，先秦西戎人群是由先秦華夏人群分裂出來的一支，並非戰國以後匈奴、鲜卑等被稱為胡人的游牧民族的祖先。